# Королець-чернець білокрилий
Королець-чернець білокрилий (Peneothello sigillata) — вид горобцеподібних птахів родини тоутоваєвих (Petroicidae). Ендемік Нової Гвінеї.

## Опис
Довжина птаха становить 14-15 см. Він має чорне забарвлення тіла і білі крила. Дзьоб і лапи чорного кольору, очі темно-карі. Молоді птахи переважно коричневого кольору. Виду не притаманний статевий диморфізм.

## Поширення
Білокрилий королець-чернець є ендеміком Нової Гвінеї. Мешкає в вологих тропічних гірських лісах і на високогір'ях, на висоті від 2400 до 3900 м над рівнем моря. На нижчих висотах живе споріднений з ним сизий королець-чернець.

## Таксономія
Виділяють три підвиди:
- P. s. sigillata (De Vis, 1890) (Центрально-східна і південно-східна частина острова);
- P. s. quadrimaculata (van Oort, 1910) (Центрально-західна частина острова);
- P. s. saruwagedi (Mayr, 1931) (Північно-східна частина острова).

## Поведінка
Живе парами або невеликими зграйками з декількох птахів. Комахоїдний, шукає їжу на землі, в лісовій підстилці. Може доповнювати свій раціон насінням. Будує чашоподібні гнізда в розвилці гілок дерева.